# Soumaa
Pour les articles homonymes, voir Souma.
Soumaa (en arabe : صومعة, en tamazight de l'Atlas blidéen : Ṣumɛa, en tifinagh : ⵚⵓⵎⵄⴰ ), est une commune de la wilaya de Blida en Algérie.

## Géographie

### Localisation
La commune de Soumaa est située au centre de la wilaya de Blida, à environ 8 km au nord-est de Blida et à environ 44 km au sud-ouest d'Alger et à environ 35 km au nord-est de Médéa
|           | Boufarik |         |
| Guerouaou | Soumaa   | Bouinan |
|           | Chréa    |         |

### Localités de la commune
Lors du découpage administratif de 1984, la commune de Soumaa est constituée à partir des localités suivantes :
- Soumaa
- Feroukha
- Bahli
- Grabah
- Hallouya
- Saada
- Cherifia
- Bouchemla
- Tala Hamdarne
- Tizeraouine
- Teskra

## Histoire
Village créé le 20 septembre 1845, et érigé en commune en 1871.

## Enseignement supérieur
La commune abrite sur son territoire le siège de l'École Nationale Supérieure d'Hydraulique ENSH.